# Athelges cladophorus
Athelges cladophorus là một loài chân đều trong họ Bopyridae. Loài này được Gerstaecker miêu tả khoa học năm 1862.